# Studio Duetti
Studio Duetti Projetos e Veículos Ltda. war ein brasilianischer Hersteller von Automobilen.

## Unternehmensgeschichte
Denis Duetti gründete in den 1980er Jahren das Unternehmen in São Paulo. Er begann mit der Produktion von Automobilen und Kit Cars. Der Markenname lautete Tupy. Im gleichen Jahrzehnt endete die Produktion. Insgesamt entstanden über 300 Fahrzeuge.

## Fahrzeuge
Das erste und wichtigste Modell war ein VW-Buggy mit einer Ähnlichkeit zum Kadron. Die offene türlose Karosserie bestand aus Fiberglas und bot Platz für vier Personen. Hinter den vorderen Sitzen war eine Überrollvorrichtung. Hiervon entstanden etwa 300 Exemplare.
1986 erschien der Mini Tupy. Er basierte auf einem um 75 cm gekürzten Fahrgestell von Volkswagen do Brasil. Das Fahrzeug war nur 270 cm lang. Die geschlossene Karosserie mit zwei Türen bot Platz für drei Personen. Ein luftgekühlter Vierzylinder-Boxermotor im Heck trieb die Hinterräder an. Hiervon entstanden zehn Fahrzeuge.
Außerdem gab es mit dem Tipo 51 eine Nachbildung des Jeep von 1951. Auch er hatte ein VW-Fahrgestell und eine Karosserie aus Fiberglas.